# James Russell Lowell
James Russell Lowell (22. února 1819 – 12. srpna 1891) byl americký romantický básník, kritik, editor a diplomat. Patřil k básnickému okruhu Fireside Poets, skupině novoanglických literátů, kteří byli mezi prvními americkými básníky schopnými soupeřit s popularitou britských literátů. Tito spisovatelé ve své poezii upřednostňovali konvenční formu a metrum, takže jejich básně byly vhodné pro rodiny, které se jimi bavily u domácího krbu - odtud název Fireside Poets, česky asi Básníci od krbu.
Lowell v roce 1838 vystudoval Harvard College a navzdory své pověsti problémového mladíka pokračoval ve studiu a dosáhl titul na harvardské právnické fakultě. Roku 1841 vydal svou první básnickou sbírku a v roce 1844 se oženil s Marií Whiteovou. Manželé měli několik dětí, ačkoli jen jedno se dožilo dospělosti.
Lowell se zapojil se do hnutí za zrušení otroctví, používal svou poezii k vyjádření protiotrokářských názorů a přijal místo redaktora abolicionistických novin ve Filadelfii. Po návratu do Cambridge byl Lowell jedním ze zakladatelů časopisu The Pioneer (Pionýr), který však vydržel pouze tři čísla. Proslulost získal v roce 1848 vydáním satiry A Fable for Critics (Bajka pro kritiky), básně o délce knihy, která si bere na mušku tehdejší literární kritiky a básníky. Ve stejném roce vydal text The Biglow Papers (Biglowovy spisy), který zvýšil jeho slávu. Během své literární kariéry vydal několik dalších básnických sbírek a knih esejů.
Maria zemřela roku 1853 a Lowell v roce 1854 přijal profesuru jazyků na Harvardu. Než v roce 1856 oficiálně převzal učitelské povinnosti, odcestoval do Evropy. Krátce nato se v roce 1857 oženil s Frances Dunlapovou. Téhož roku se Lowell také stal redaktorem časopisu The Atlantic Monthly. Na Harvardu učil celkem dvacet let.
O dvacet let později získal Lowell svou první politickou funkci, pozici velvyslance ve Španělsku. Později byl jmenován velvyslancem u královského dvora Velké Británie. Poslední roky života strávil v Cambridge na stejném statku, kde se narodil, a zemřel tam v roce 1891.
Lowell věřil, že básník má důležitou roli jako prorok a kritik společnosti. Používal poezii na podporu reforem, zejména v boji proti otrokářství. Jeho angažovanost v této věci však v průběhu let kolísala, stejně jako jeho názory na Afroameričany. V dialozích svých postav, zejména v The Biglow Papers, se snažil zachytit pravý yankeeský dialekt. Toto zobrazení lidového jazyka, stejně jako mnoho jeho satir, inspirovalo pro autory jako byli Mark Twain a H. L. Mencken.